# 1238

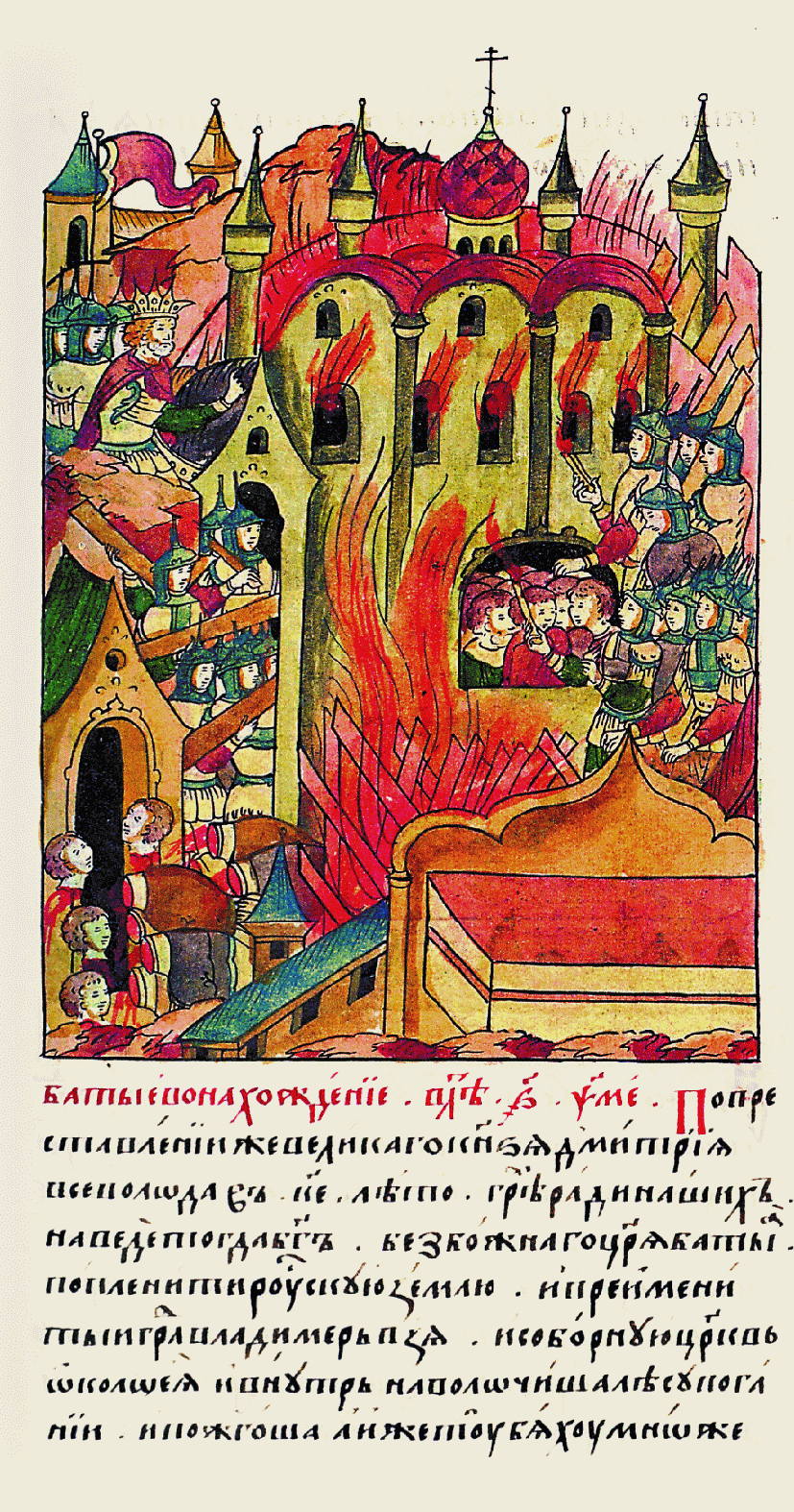
De Mongolen verwoesten Vladimir

Het jaar 1238 is het 38e jaar in de 13e eeuw volgens de christelijke jaartelling.

## Gebeurtenissen
januari
- 7- Simon V van Montfort, graaf van Leicester, treedt in de koninklijke kapel van het Paleis van Westminster in het huwelijk met prinses Eleonora van Plantagenet, zuster van koning Hendrik III.

februari
- 8 - De Russische hoofdstad Vladimir wordt door Batu Khan veroverd en verwoest, na een beleg van slechts drie dagen.

maart
- 4 - Slag aan de Sit: Batu Khan boekt een vernietigende overwinning op grootvorst Joeri II van Vladimir, die sneuvelt.

oktober
- 9 - Jacobus I van Aragon neemt Valencia in. Dit geldt als het begin van het koninkrijk Valencia.

zonder datum
- In Andalusië ontstaat het koninkrijk Granada, gesticht door Mohammed I ibn Nasr.
- Sukhothai (Thailand) verklaart zich onafhankelijk van de Khmer.
- De Koemanen, op vlucht voor de Mongolen, vestigen zich in Hongarije.
- Telgte krijgt stadsrechten.
- kloosterstichtingen: abdij van Roosenberg (Waasmunster), Minderbroederklooster Brussel
- Het Begijnhof in Kortrijk wordt gesticht.
- oudst bekende vermelding: Kudelstaart, Minderhout

## Opvolging
- Ajjoebiden (Egypte): Al-Kamil opgevolgd door Al-Adil II
- Dominicanen (magister-generaal): Raymundus van Peñafort in opvolging van Jordanus van Saksen
- Keulen: Koenraad van Hochstaden in opvolging van Hendrik I van Molenark
- Luik: Johan van Rummen opgevolgd door Willem van Savoye
- Polen (groothertog): Hendrik I opgevolgd door zijn zoon Hendrik II
- Trebizonde: Johannes I Megas Komnenos Axouchos opgevolgd door zijn broer Manuel I Megas Komnenos

## Afbeeldingen

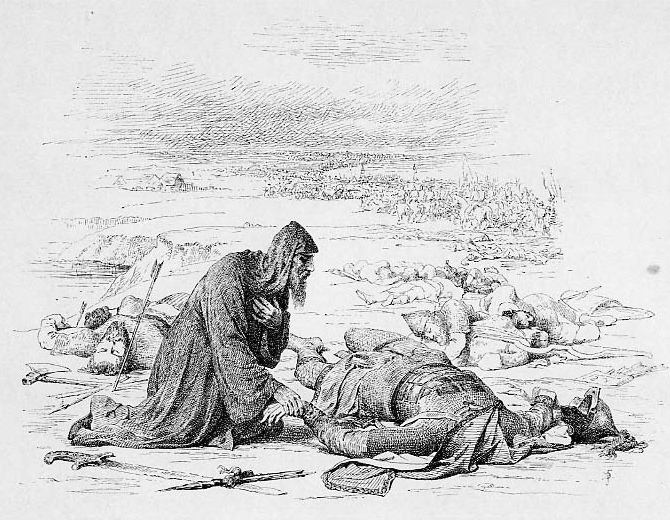
Het onthoofde lichaam van grootvorst Joeri II
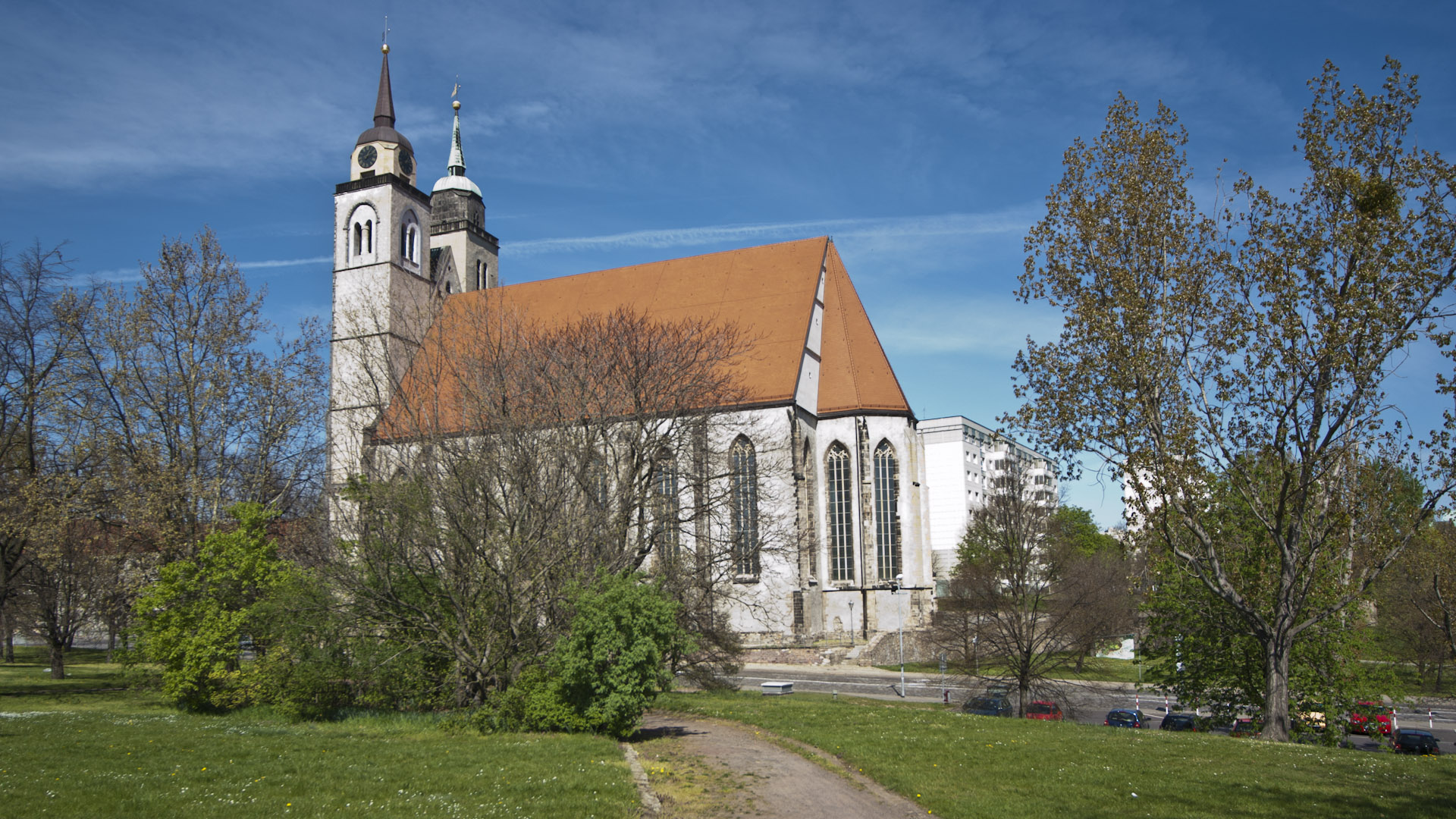
Sint-Johanneskerk in Maagdenburg, na brand herbouwd in 1207-1238
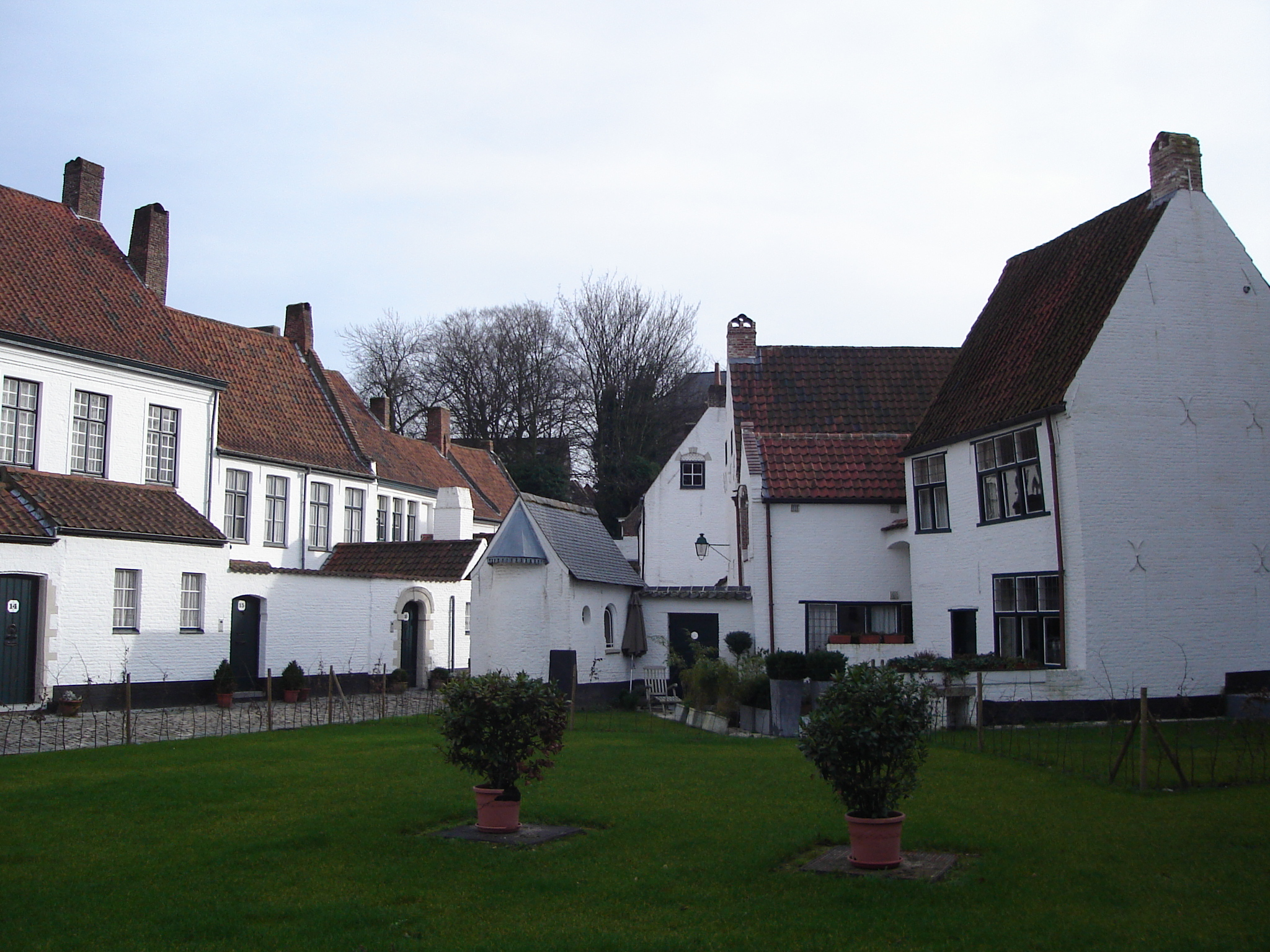
Begijnhof Kortrijk
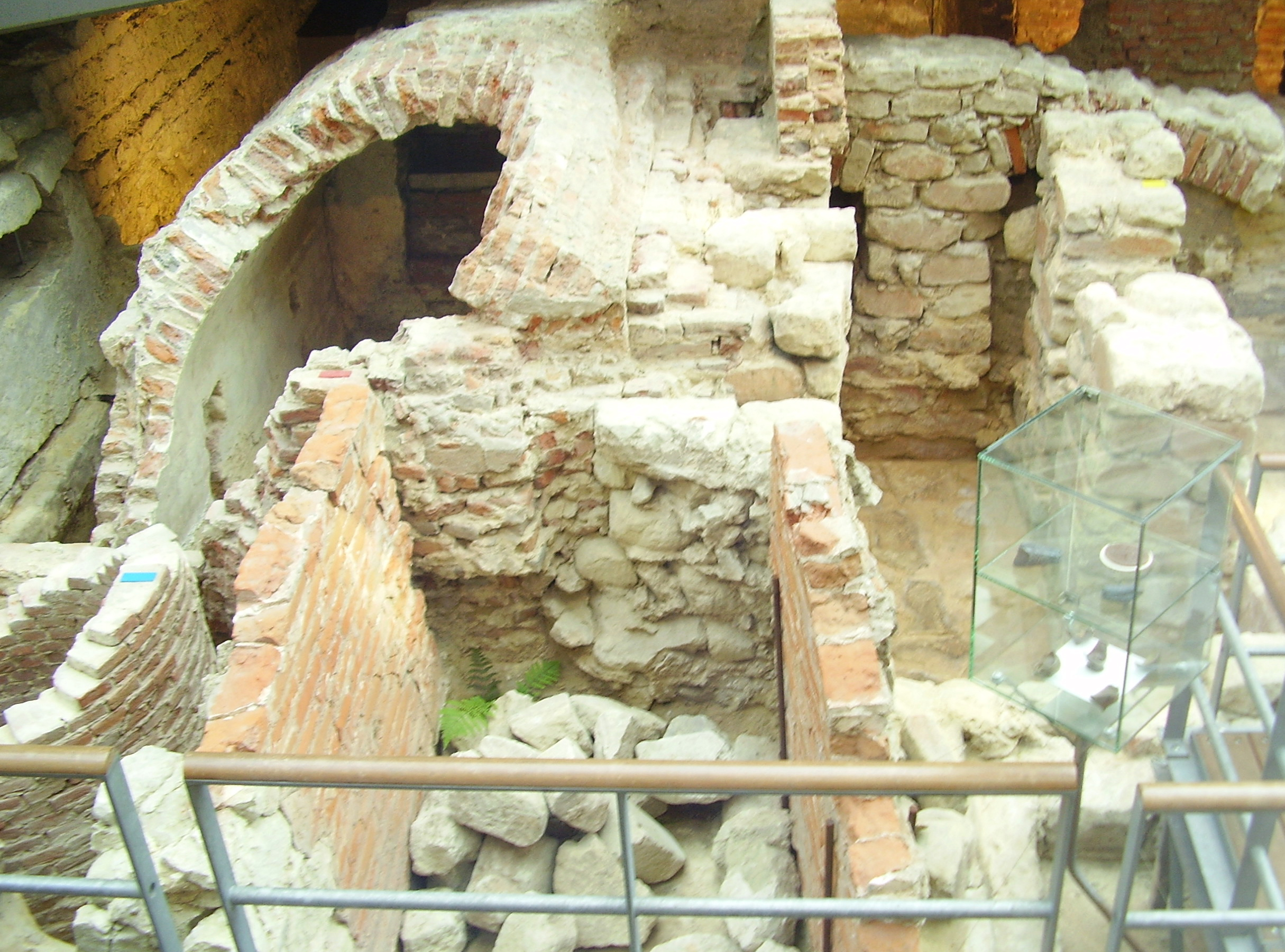
Bruxella 1238 - overblijfselen van het Brusselse Minderbroedersklooster

## Geboren
- 1 mei - Magnus VI, koning van Noorwegen (1263-1280)
- Fina, Italiaans heilige
- Rinchen Gyaltsen, Tibetaans geestelijke
- Meinhard II, hertog van Karinthië, graaf van Gorizia-Tirol (jaartal bij benadering)
- Theobald II, koning van Navarra (1253-1270) (jaartal bij benadering)
- Yang Hui, Chinees wiskundige (jaartal bij benadering)

## Overleden
- 4 maart - Joeri II (~48), grootvorst van Vladimir (1212-1216, 1218-1238)
- 6 maart - Al-Kamil (~60), sultan van Egypte (1218-1238)
- 19 maart - Hendrik I, hertog van Silezië en groothertog van Polen (1232-1238)
- 10 juni - Sophia van Wittelsbach (~67), echtgenote van Herman I van Thüringen
- ibn Hud, emir van Andalusië (1228-1237)
- Johan van Rummen, prinsbisschop van Luik (1229-1238)
- Johannes I Megas Komnenos Axouchos, keizer van Trebizonde (1235-1238)

## Verschenen
- Lijst der volmaakten van Hadewych - (datum geschat tussen 1238 en 1244)